# Saint-Charles-de-Percy

Saint-Charles-de-Percy este o comună în departamentul Calvados, Franța. În 1 ianuarie 2018 avea o populație de 199 de locuitori.